# Scaphytopius analis
Scaphytopius analis är en insektsart som beskrevs av Van Duzee 1923. Scaphytopius analis ingår i släktet Scaphytopius och familjen dvärgstritar. Utöver nominatformen finns också underarten S. a. castranus.